# Maria Rzepińska
Maria Rzepińska (ur. 14 grudnia 1914 we Lwowie, zm. 8 lutego 1993 w Krakowie) – polska historyk sztuki i krytyk sztuki.  

## Życiorys
Była córką naukowca Maksymiliana Tytusa Hubera. Studia odbyła na Uniwersytecie Jana Kazimierza we Lwowie i w 1939 złożyła egzamin magisterski. Wcześniej, w 1938 przez rok studiowała jako hospitantka w Rzymie. Okupację sowiecką przebyła we Lwowie, pracując w Ossolineum (przekształconym w filię Kijowskiej Akademii Nauk), a po wkroczeniu Niemców przeniosła się do Krakowa. Po wojnie rozpoczęła pracę w Wojewódzkim Wydziale Kultury i Sztuki jako referent ds. muzeów, jednocześnie współdziałała w założeniu „Przeglądu Artystycznego” i została sekretarzem redakcji. Następnie pracowała w Instytucie Sztuki PAN, gdzie zajmowała się przekładaniem z języka włoskiego oraz opracowywaniem wydawniczych tekstów źródłowych. Od 1956 rozpoczęła wykłady z zakresu historii sztuki w Akademii Sztuk Pięknych w Krakowie. W 1957 uzyskała tytuł zastępcy profesora, w 1961 stopień doktorski na Uniwersytecie Warszawskim, a w 1965 habilitowała się na Uniwersytecie Jagiellońskim. W tym czasie, uzyskawszy stopień docenta, objęła kierownictwo Międzywydziałowej Katedry Historii Sztuki. W 1975 r. została profesorem nadzwyczajnym, a w 1981 zwyczajnym.
Była wnikliwą badaczką sztuki dawnej, specjalizująca się także w nowożytnej sztuce włoskiej. Pracowała nad teorią malarską Leonarda da Vinci, malarstwem cinquecenta, traktatami A. Palladia i L.B. Albertiego, zajmowała się problematyką koloru, była także znawczynią współczesnych zjawisk artystycznych. Autorka licznych prac naukowych i książek oraz monumentalnych monografii Historia koloru w dziejach malarstwa europejskiego (1970–1979) i Siedem wieków malarstwa europejskiego (1979).
W 1962 otrzymała Nagrodę Stowarzyszenia Historyków Sztuki, a w 1980 Nagrodę "Miesięcznika Literackiego" za książkę "Historia koloru w dziejach malarstwa europejskiego" (Wydawnictwo Literackie).
23 sierpnia 1980 dołączyła do apelu 64 uczonych, pisarzy i publicystów do władz komunistycznych o podjęcie dialogu ze strajkującymi robotnikami.
Była żoną wybitnego malarza i profesora ASP w Krakowie – Czesława Rzepińskiego.

## Publikacje
- Historia koloru w dziejach malarstwa europejskiego (tom 1, 1970, tom 2, 1979),
- Malarstwo cinquecenta (1976),
- Siedem wieków malarstwa europejskiego (1976),
- Władysław Łuszczkiewicz – malarz i pedagog (1983),
- Traktat o malarstwie Leonarda da Vinci – przekład, przygotowanie do druku, wstęp i komentarz (1961).